# Lijst van afleveringen van Zembla
Dit is een overzicht van de titels van de afleveringen van de serie Zembla (VARA, later BNNVARA).

## Meest spraakmakende Zembla's
Op 23 oktober 2010 werd na de reguliere uitzending van die avond De Nacht van ZEMBLA uitgezonden met daarin elf van de meest spraakmakende Zembla’s van de afgelopen vijftien jaar.
In volgorde van uitzenden:
- 1997: De Louis achter ‘meneer Van Gaal’
- 2004: Het geheim van de Aldi
- 2007: Comazuipen
- 2004: De macht van de Hells Angels
- 2010: Gijzeling in Almelo
- 2001: Sjoemelen met miljoenen
- 2006: De heilige Ayaan
- 2010: Wilders, profeet van de angst
- 2006: De professor en de parkmoord
- 2009: De Q-koorts epidemie
- 2009: Vieze ziekenhuizen

## Afleveringen

### Seizoen 1: 1997
- 18 december: In de geest van den Uyl
- 11 december: De vuist van de incasso
- 27 november: Zieke koeien
- 13 november: Tranen met duiten
- 6 november: De criminele organisatie
- 30 oktober: Zelfmoord in de Vogelenzang
- 23 oktober: Geweld achter de gordijnen
- 16 oktober: De tol van de file
- 9 oktober: Hollandse Roulette
- 2 oktober: Ouderlijke onmacht
- 18 september: Werken op Wiet
- 4 september: Louis van Gaal
- 26 juni: Met de rug tegen de muur
- 12 juni: Het gedrag van Amsterdam
- 29 mei: Het lot van Mahi Kosedag
- 22 mei: Natrappen
- 15 mei: Varkens in Venhorst
- 8 mei: Toezicht op de dokters
- 24 april: Slapend rijk
- 10 april: Het geld en de paarden
- 3 april: Onder schot
- 13 maart: Jezus als jeugdidool
- 6 maart: In de houdgreep van de trainer
- 27 februari: Bij de dood van een gabber
- 20 februari: Fatale fouten in het Ziekenhuis
- 13 februari: De erfenis van Timmer
- 6 februari: De school met de Koran
- 23 januari: 12 Astronautjes
- 16 januari: In de abortuskliniek
- 9 januari: Verdienen aan het goede doel

### Seizoen 2: 1998
- 17 december: De Antillenroute
- 10 december: Over doodgaan en verder leven
- 3 december: De strijd om de container
- 26 november: Ongewenst en onuitzetbaar
- 19 november: Dutchbat en het gifgas
- 12 november: Spoedopname geweigerd
- 29 oktober: Op zoek naar geweld
- 22 oktober: De Turkse bruid
- 15 oktober: De medicijnmarkt
- 8 oktober: Stralend Afval
- 1 oktober: Zwevende zaken
- 24 september: De B.V. Thuiszorg
- 17 september: Het spoor bijster
- 10 september: Tamils op Schiphol
- 3 september: Retour Sarajevo
- 2 juli: Orka's: een miljoenenhandel
- 11 juni: Zedenzaken
- 4 juni: Raadsels rond de Bijlmerramp
- 28 mei: Het ontslag van een super-PG
- 21 mei: Herrie in Havelte
- 14 mei: De Ajax-index
- 7 mei: Autisme: de wereld in fragmenten

### Seizoen 3: 1999
- 21 december: De laatste werklozen
- 14 december: Afrikaanse godenzonen
- 7 december: Aanklacht tegen een RIAGG
- 30 november: Baby's maken
- 23 november: Betaald voetbal
- 16 november: Kinderen van Kosovo
- 2 november: Een pil om te sterven
- 26 oktober: Boeren op zee
- 19 oktober: De prijs van de vooruitgang
- 5 oktober: Patiënt of misdadiger
- 28 september: Nieuwe gastarbeiders
- 21 september: Kosten koper
- 14 september: De verdwenen meisjes
- 7 september: Betekenis van een soldaat
- 31 augustus: In naam van de leider
- 17 juni: Handel in Hulp
- 10 juni: Schoolziek
- 3 juni: Verdacht van de beursfraude
- 20 mei: Dodelijke infecties
- 13 mei: In rij voor de rechter
- 6 mei: De carrièretest
- 29 april: De mannen van de Agneskerk
- 15 april: Kamp Neprosteno
- 8 april: Verspilde energie
- 25 maart: Spijbelaars voor de rechter
- 18 maart: Handen af van de minister
- 11 maart: De Picornie-tape
- 4 maart: Erfelijk belast
- 25 februari: Rumoer rond de Bijlmerramp
- 11 februari: De Groninger moorden
- 4 februari: Mobiele miljarden
- 28 januari: Een ouder die zijn kind vermoordt
- 21 januari: De stressfactor
- 14 januari: Wachten op thuis

### Seizoen 4: 2000
- 21 december: Chaos op het spoor
- 14 december: Een rampzalige jeugd
- 7 december: Zigeunerspel
- 23 november: Strafdossier op straat
- 16 november: De prijs van Borst
- 9 november: Smeulend vuur
- 14 september: Liegen voor het goede doel
- 28 augustus: De Olympische Spelen - de doping
- 22 augustus: De Olympische Spelen - de snelheid
- 15 augustus: De Olympische Spelen - het geld
- 4 juli: Voetbalvesting Rotterdam
- 13 juni: Kind te koop
- 6 juni: De opmars van grijs
- 30 mei: De kleur van de politie
- 23 mei: Giftig op Bayer
- 18 mei: Risico@internet.nl
- 16 mei: De macht van de dokter
- 11 mei: De zaak AJAX/ AJAX is bloed
- 9 mei: De nobele manager
- 25 april: De lege operatiekamer
- 8 februari: De Holland-Amerika lijn

### Seizoen 5: 2001
- 21 december: De val van KPN
- 14 december: Het importhuwelijk
- 7 december: Het dubbelleven van de terrorist
- 23 november: Verzekerd van winst
- 16 november: De Geest uit de fles
- 9 november: Sjoemelen met miljoenen
- 2 november: Gevangen in het buitenland
- 19 oktober: Zachte handhavers
- 12 oktober: Zelfmoord van een vluchteling
- 5 oktober: ABC van de terrorist
- 21 september: Afghanistan bestaat niet
- 14 september: De aidsroute
- 7 september: Generaal van Srebrenica
- 28 augustus: Onrust in Silicon Valley
- 12 juli: Leven na de doodstraf
- 5 juli: Groeistuipen van de kinderopvang
- 21 juni: Gouden pillen
- 14 juni: Kroonprins en Kroonprinses
- 7 juni: Leefbaar Nederland
- 24 mei: De Madagascar-connectie
- 17 mei: Hoeren in zaken
- 10 mei: Veearts in crisistijd
- 3 mei: Knieval voor de sollicitant
- 19 april: De slag om de Noordzee
- 12 april: De koers van KLM
- 5 april: Machtstrijd in de supermarkt
- 22 maart: Het zwakke geslacht
- 15 maart: Partij in het rood
- 8 maart: Stroom te koop
- 1 maart: De stilte rond Dutroux
- 15 februari: Vlees en bloed
- 8 februari: Verboden te roken
- 18 januari: Jaloers op de joden
- 11 januari: De schaatsmiljoenen
- 4 januari: Een paard in de gang

### Seizoen 6: 2002
- 5 december: Kanonnenvoer van Saddam
- 21 november: Adoptie verdriet
- 14 november: Vuurwapens gezocht
- 7 november: Gelukszoekers uit het Oosten
- 24 oktober: De Dutchbat tapes
- 17 oktober: Loket Kindermishandeling
- 10 oktober: Daders onbekend
- 3 oktober: Leerling van Pim
- 19 september: De bolletjeslijn
- 12 september: De zwerftocht van Pim Fortuyn
- 5 september: Jacht op de islam
- 16 augustus: Ministeries in het nauw
- 7 juni: De zelfmoordconsulent
- 24 mei: De dokter bedreigd
- 17 mei: Enkele reis Kashmir
- 10 mei: Het Fortuyn-effect
- 3 mei: Coke achter de dijken
- 19 april: De dode hoek
- 12 april: Loverboys
- 5 april: De cowboys van het internet
- 22 maart: Vechten voor Israël
- 12 maart: Corrupte ambtenaren (Bouwfraude deel II)
- 8 maart: Het nieuwe gezicht van New York
- 1 maart: Leegloop in de raadzaal
- 15 februari: Baas in de bajes
- 8 februari: Gevaar op het spoor
- 1 februari: Morgen ben ik de bruid
- 23 januari: Met Jan in het land
- 18 januari: Tienerseks in Amerika/ De jungle van de tienerseks
- 11 januari: Het Adonis complex
- 4 januari: Operatie Euro

### Seizoen 7: 2003
- 11 december: Scoren in de sloppenwijk
- 4 december: Haagse herrie
- 20 november: ADO Den Haag is terug
- 13 november: Vis, drugs en rock and roll
- 6 november: Ruzie om het recht
- 23 oktober: Zwijgen over Israël
- 9 oktober: Familie uit de Antillen
- 3 oktober: Pistachenoten uit Iran
- 2 oktober: De dood van de dierenarts
- 18 september: Agressie in de gevangenis
- 11 september: Gestoorden in de gevangenis
- 4 september: Afpersingen
- 10 juli: De Amerikaanse propagandaoorlog
- 3 juli: Dodelijk transport
- 19 juni: Amerikaanse infiltratie
- 12 juni: Ruzie om de top
- 4 juni: Het raadsel van Al Qaida duikers
- 22 mei: De miljarden van de Betuwelijn
- 15 mei: Gevaarlijke moeders
- 8 mei: Ontslagen
- 1 mei: Wim is nog niet weg
- 3 april: Nederland als bondgenoot
- 27 maart: Nieuwe belofte aan Irak
- 20 maart: De oorlog in het Witte Huis
- 13 maart: Ferdi E. over de ontvoering en moord op Gerrit Jan He
- 6 maart: Onrust in de onderwereld
- 20 februari: Machteloos na medisch falen
- 6 februari: Afluisteren
- 16 januari: De zwarte kiezersmarkt
- 9 januari: De stille getuigen van Venlo
- 2 januari: De Nieuwe Watersnood

### Seizoen 8: 2004
- 23 december: Pas op je woorden
- 16 december: Ziek van mobiel bellen
- 9 december: De vier van vier miljoen
- 18 november: Vermoorde kinderen
- 11 november: Code orane
- 4 november: Handel in wind
- 21 oktober: De lege snelheidstrein
- 14 oktober: De macht van de Hells Angels
- 9 oktober: Opgesloten meisjes
- 7 oktober: Veel liefs uit Irak
- 16 september: Bang voor de Kampers
- 2 september: Sekstoerisme in Brazilië
- 11 juni: Complot op de Waddenzee
- 3 juni: Computerterreur
- 27 mei: Topsporters ten onder
- 20 mei: Dikke kinderen
- 13 mei: Het lobbycircuit
- 6 mei: Afrekenen met de notaris
- 15 april: De waarheid van de wapeninspecteurs
- 8 april: Rotterdam na Fortuyn
- 1 april: De hormonenmaffia
- 18 maart: De X-dossiers, deel II
- 11 maart: De X-dossiers, deel !
- 4 maart: Bang voor Beatrix
- 19 februari: Borsten business
- 12 februari: Liever failliet
- 5 februari: Hallo, hier Hilversum
- 29 januari: De illegalenindustrie
- 15 januari: Erfurt, het leven na de aanslag
- 11 januari: Het geheim van Aldi
- 8 januari: Als elke seconde telt

### Seizoen 9: 2005
- 12 december: De geheime CIA-vluchten
- 5 december: Het dure kankermedicijn
- 28 november: Blunders na een kindermoord
- 21 november: Faillissementsfraude voor beginners
- 7 november: De Nederlandse atoombom
- 24 oktober: Er wordt hier verschrikkelijk geschoten
- 3 oktober: Kansloos tegen de AIVD/We verklaren de oorlog terug
- 19 september: Geen hulp alsjeblieft!
- 12 september: Voetballers met 2 paspoorten
- 16 juni: Nederland Narcostaat
- 2 juni: Foute agenten
- 26 mei: Eurobedrog
- 21 mei: Fatale herkeuring
- 19 mei: Overheid in overtreding
- 14 mei: Fout vastgoed
- 5 mei: 26.000 gezichten van Verdonk
- 2 mei: Brand in de tunnel
- 7 april: Dodelijke hinderlaag in Irak
- 17 maart: Oranje in Irak
- 5 maart: White Power in Uden
- 24 februari: Woningnood
- 17 februari: Dodelijke bijwerkingen
- 10 februari: De lokroep van terreur
- 3 februari: Vuile auto's
- 27 januari: De leugens van Bernhard
- 20 januari: De heilige hypotheekrente
- 13 januari: Wapens te koop

### Seizoen 10: 2006
- 17 december: Ziekenhuisbacterie in de varkensstal
- 10 december: Pas op instortingsgevaar!
- 26 november: Peter H. - Beest in Brabant
- 19 november: In de peiling
- 12 november: Afrekenen met de bouwfraude/The Dutch construction cartel
- 29 oktober: De groeten van Balkenende
- 22 oktober: Uruzgan ongecensureerd
- 15 oktober: Levensgevaarlijke pubers
- 24 september: Ruzie in het Radboud
- 11 september: The 9/11 con/Het complot van 11 september
- 6 juli: Bierboys en breezerbabes
- 8 juni: Donners jackpot
- 25 mei: De ontvoerde voetbalmoeders
- 18 mei: De tien geboden van Rita Verdonk
- 11 mei: De heilige Ayaan/The holy Ayaan
- 27 april: Slachtoffer van school
- 20 april: De professor en de parkmoord
- 13 april: De kampioen van de weg
- 6 april: Doodzieke proefpersonen (The Human Guinea Pigs)
- 30 maart: Google geheimen
- 9 maart: Daar komen de Polen
- 2 maart: De dokter is God
- 16 februari: Een levensgevaarlijke missie
- 9 februari: Dodelijke griep
- 4 februari: De moordenaars van München '72
- 19 januari: Verslaafd aan kinderporno
- 5 januari: In de schulden

### Seizoen 11: 2007
- 30 december: De Zembla momenten van 2007
- 9 december: Moeras Uruzgan
- 2 december: Terug uit Kamp Holland
- 25 november: Comazuipen
- 11 november: List en letselschade
- 28 oktober: Paardendoping
- 14 oktober: Moord, doodslag, taakstraf
- 7 oktober: Baas in eigen buurt
- 23 september: De prijs van Heineken
- 16 september: Waar is de leraar
- 22 juli: Hollandse kogels, Iraakse doden
- 17 juni: Borsten van je verjaardag
- 10 juni: Bankgeheimen
- 20 mei: Seks, drugs en verstandelijk gehandicapt
- 13 mei: Goede wijken, slechte wijken
- 6 mei: Het gevolg van Fortuyn
- 22 april: Oefenen op de patiënt
- 15 april: Het dopingtheater
- 8 april: Sjors en Sjimmie bij de politie
- 18 maart: Het clusterbom gevoel
- 4 maart: 26.000 blije gezichten
- 25 februari: Met de zegen van de ChristenUnie
- 18 februari: Gek van geluk
- 8 februari: Help mijn kind
- 28 januari: Wonderdokters van de WAO
- 21 januari: Holland Casino wint altijd
- 14 januari: Jong en Wilders

### Seizoen 12: 2008
- 28 december: De Zembla-momenten van 2008
- 14 december: Zwakbegaafd en opgesloten
- 7 december: Wildwest bankieren
- 16 november: Bewindvoedersbende
- 9 november: We weten alles van u
- 26 oktober: Sekstoerisme in Brazilië, het vervolg
- 19 oktober: Het omstreden kankervaccin
- 28 september: Altijd hoofdpijn
- 21 september: De piekerpil
- 14 september: Beleggers bedrog
- 13 juli: De twee gezichten van China
- 27 juni: Tienerdealers
- 6 juni: Zó wordt Nederland Europees kampioen
- 25 mei: Karbonade uit de megastal
- 11 mei: Wie verschoont mijn moeder?
- 8 mei: Het gif van Corus
- 27 april: Oude moeders
- 13 april: Soldaten gezocht
- 6 april: Overleden in Irak
- 23 maart: De trucs van Char, het medium
- 2 maart: Het CO2 alibi
- 24 februari: Moeilijk opvoedbaar
- 17 februari: Lenen, lenen, lenen
- 3 februari: Tijdbom Rasmussen
- 13 januari: Scholieren in actie
- 6 januari: Een zwarte president

### Seizoen 13: 2009
- 20 december: De slapeloze nachten van de kroonprins
- 13 december: Een zee van plastic
- 6 december: De Q-koorts epidemie
- 15 november: Procederen tot je erbij neervalt
- 12 november: Babysterfte in Nederland
- 8 november: Mister Ferrari
- 18 oktober: Nederland belastingparadijs
- 11 oktober: De smerige olieroute
- 27 september: De ramp C2000
- 20 september: Nadia durft niet te leven
- 14 september 2009: De dood van de klokkenluider
- 9 juli: Geen geld voor Gaza
- 28 juni: Vechten om vuilnis
- 21 juni: Ontucht in de kerk
- 31 mei: de pitbull is terug
- 24 mei: Verdachte vaders
- 10 mei: Vrijstaat Schiphol
- 26 april: Afrekenen met ING
- 5 april: Operatie stilzwijgen
- 15 maart: Macho's in de zorg
- 1 maart: Gifcontainers
- 15 februari: Weggepest
- 8 februari: Verzekerd van ellende
- 1 februari: Gek door de gemeente
- 18 januari: Mama, zijn wij arm?
- 11 januari: Pedoseksualiteit geen bezwaar

### Seizoen 14: 2010
- 18 december: De rebellen van Wikileaks
- 11 december: Einde van de rashond
- 20 november: De overbodige griepprik
- 13 november: Fosfor aan de Schelde
- 30 oktober: De Balkenende-norm top 2000
- 23 oktober: Henk en Ingrid in Spijk/Luis van Gaal
- 16 oktober: Het einde van de postbode
- 25 september: De dioxinepaling
- 18 september: De ADHD-hype
- 11 september: Luchtkasteel Twente
- 4 juli: Na de schoonmaakwoede
- 27 juni: Meisje vermist
- 20 juni: Ontsporen op de hangplek
- 23 mei: Schoonmaakwoede
- 18 mei: Het verkwanselde geld in Afghanistan
- 16 mei: Obama's deal
- 9 mei: Het kankerdoolhof
- 25 april: Wilders, profeet van angst
- 28 maart: CO2-bom onder Barendrecht
- 21 maart: Wij willen les
- 14 maart: Handel in gehandicapten
- 28 februari: Wie bestuurt de stad?
- 21 februari: Gif in de cockpit
- 14 februari: Jacht op de piraten
- 24 januari: Befehl ist Befehl in Uruzgan
- 17 januari: Levensgevaarlijke genezers
- 3 januari: De dood van een rapper

### Seizoen 15: 2011
- 23 december: Handel in honger
- 16 december: De kogels na het kampioenschap
- 9 december: Macht aan de beveiligers
- 18 november: Gezinnen zonder geld
- 14 november: De crash van Air Holland
- 11 november: Slank in een dag
- 28 oktober: Misbruikt onder toezicht
- 21 oktober: Minister van Tabak
- 14 oktober: Shampoo met een luchtje
- 30 september: De schietclub
- 23 september: Niet reanimeren aub
- 16 september: De chocoladeletters van De Telegraaf
- 26 juni: De slag om Ganzedijk
- 21 mei: Kerncentrales verkopen doe je zo!
- 16 mei: Stikken langs de snelweg
- 14 mei: Dood door werk
- 7 mei: Opnieuw antibiotica alarm
- 4 mei: Asbest in de klas
- 9 april: Jacht op Mladic
- 2 april: Kadhafi, vriend van het Westen
- 19 maart: Het stinkt in Brabant
- 12 maart: Moord op de honingbij
- 5 maart: Bedreigde bestuurders
- 19 februari: Opsporing verzocht!
- 12 februari: Shell's dirty oil
- 5 februari: Het verdwenen pensioengeld
- 22 januari: Ziek en uitgezet
- 15 januari: Asbest vrijgekomen
- 8 januari: Gif in de Bollenstreek

### Seizoen 16: 2012
- 21 december: De jacht op de schoonmaakster
- 14 december: Nederland fraudeland
- 23 november: Onderwereld online
- 20 november: De panda onder vuur
- 9 november: Ellende op recept
- 26 oktober: Gifgrond
- 12 oktober: Poisoned paradise/Explosief transport
- 21 september: Vieze ziekenhuizen (2)
- 14 september: Uw hypotheek als melkkoe
- 13 augustus: Wie verschoont moeder - deel 2
- 5 juli: Vuile olie van Shell
- 26 juni: Gijzeling in Almelo
- 20 juni: Gameverslaafd
- 19 juni: Meneer Harmsen wacht op hulp/Vieze Ziekenhuizen
- 18 juni: Bejaarden op dievenpad
- 15 juni: Hollandse kogels, Irakese doden/Het geheim van de rechter
- 13 juni: Mr. Moszkowicz
- 10 juni: Witwassen doe je zo
- 8 juni: Aasgieren en erfgenamen
- 1 juni: Ziek van je mobieltje/Klokkenluiders in de kou
- 30 mei: Ziek door je eigen huis
- 18 mei: Onderduiken met illegalen
- 11 mei: Ondergang van een onderwijsgigant
- 20 april: De verzuimpolitie II
- 13 april: Vader en moeder: ongeschikt
- 6 april: Stress door de taxibus
- 23 maart: De verzuimpolitie
- 16 maart: Operatie proefkonijn
- 9 maart: Voedselverspilling
- 24 februari: Horrorhypotheken
- 10 februari: Dokter, mag ik dood?
- 7 februari: Het pensioensprookje
- 27 januari: Voor jou tien anderen

### Seizoen 17: 2013
- 19 december: Zorgwekkende stoffen
- 12 december: Fatale overtocht
- 21 november: Lelies met een luchtje
- 14 november: Knock-out in Brabant
- 31 oktober: Blank is beter
- 24 oktober: Fatale pil
- 19 oktober: Verzuimpolitie III
- 10 oktober: Vechtscheidingen
- 3 oktober: Werkloos in de crisistijd
- 5 september: Sjoemelen met vlees
- 16 mei: Wild West op zee
- 9 mei: Gif in de cockpit II
- 2 mei: Luchtkastelen in de polder
- 18 april: Etiketkinderen
- 11 april: Wietkweker in je huis
- 4 april: SNS, klein geworden door groot te doen
- 21 maart: Stikken in het paradijs
- 14 maart: Gokken langs de lijn
- 7 maart: De zes van Breda/De incasso-industrie
- 21 februari: De zoete verleiders
- 14 februari: Als ik dement ben, wil ik dood
- 7 februari: Dierentuin Nederland
- 24 januari: Moord op de honingbij II
- 10 januari: Antibiotica-alarm (3)

### Seizoen 18: 2014
- 4 december: De dood van Amanda Todd
- 20 november: De wereld volgens H&M
- 16 november: Fijn dat we verzekerd zijn
- 13 oktober: Zorg om de zorg
- 2 oktober: Wie is de mol?
- 25 september: De misgelopen miljarden
- 14 september: Seks op recept
- 22 mei: Vader ziet spoken
- 8 mei: Harteloos
- 1 mei: Omkopen en uitzetten
- 24 april: Dodelijke drones
- 17 april: De jacht op uw medische gegevens
- 10 april: Verliefd, verkracht en vermist
- 20 maart: Operatie proefkonijn II
- 13 maart: Angst in Harlingen
- 6 maart: Allemaal agent
- 20 februari: Woede in de winkelstraat
- 13 februari: Waakzaam, dienstbaar en getraumatiseerd
- 6 februari: Aardbeving in Loppersum
- 23 januari: De Libor-affaire
- 16 januari: Ouderenmishandeling
- 9 januari: Bodemprijzen en kiloknallers

### Seizoen 19: 2015
- 9 december: Data: het nieuwe goud II
- 2 december: Data: het nieuwe goud
- 25 november: Misdaad loont
- 18 november: Status: vermist
- 11 november: De slag om de erfenis
- 4 november: Ziekenhuiscalamiteiten
- 14 oktober: Voor u tien jongeren
- 30 september: Burenruzie
- 16 september: Illegale puppyhandel
- 9 september: Gevangen in Gaza
- 2 september: De spaghetticode
- 17 juni: De topsporters van de melkindustrie, deel 2
- 10 juni: Hormoonverstoorders
- 3 juni: De farma-methode
- 27 mei: De topsporters van de melkindustrie
- 13 mei: Down the drain
- 6 mei: Opkomst van IS
- 29 april: Ouders van tegenwoordig
- 22 april: Thuiszitters
- 15 april: Experimenteren met patiënten
- 8 april: Jong, Frans en Jihadist
- 1 april: Liesbeth kan het niet meer volgen
- 18 maart: Bitterzoete suikermedicijnen
- 11 maart: Nederland belastingparadijs, het vervolg
- 4 maart: De Monsanto methode
- 18 februari: Bang voor de bank
- 11 februari: Levensgevaarlijke wetenschap
- 4 februari: De voortwoekerpolis
- 28 januari: Wie is de mol? Deel II

### Seizoen 20: 2016
- 21 december: Met droge ogen
- 7 december: Thuiszitters - het vervolg
- 30 november: Hacken voor dummies
- 9 november: Druk aan de poort
- 26 oktober: Fatale overtocht - het vervolg
- 19 oktober: Frauderen voor de jihad
- 5 oktober: Op leven en dood/Gevaarlijk spel
- 20 september: De Q-koorts epidemie - het vervolg
- 13 september: Kind van de rekening
- 31 augustus: Stelletje amateurs
- 6 juni: Asbestbakkers
- 1 juni: Ziekenhuiscalamiteiten deel 3
- 25 mei: Linda is gesprongen
- 18 mei: Hollandse handel, de rozen
- 11 mei: Baas in eigen bus
- 20 april: Martijn wil een huis en een tuintje
- 13 april: Losgelaten, losgeslagen
- 6 april: Geen vuiltje aan de lucht
- 23 maart: Hollandse handel
- 9 maart: Het farma fortuin
- 2 maart: Ziekenhuiscalamiteiten deel 2
- 24 februari: Glyfosaat: omstreden gif
- 17 februari: De zaak Sharleyne
- 10 februari: De piekerig II
- 27 januari: 6- voor de leraar

### Seizoen 21: 2017
- 19 december: Ouderen achter het stuur
- 12 december: Verdachte ouders
- 6 december: Stiefkind van de rekening
- 29 november: De 'spooktaxi's' van Uber
- 28 november: Rampspoed in het koninkrijk
- 15 november: Gif in de cockpit: de belangen
- 8 november: Gif in de cockpit: het zwijgcontract
- 1 november: Verkracht onder toezicht
- 18 oktober: Undercover in de Duitse Lyme-kliniek
- 11 oktober: Tot op de bodem
- 4 oktober: Vliegveld Nederland
- 27 september: De omstreden vrienden van Donald Trump, deel III: De miljardenfraude
- 20 september: Adoptiebedrog 2
- 13 september: Handel in vluchtelingen
- 30 mei: Ziekenhuiscalamiteiten, deel 4
- 17 mei: Adoptiebedrog
- 17 mei: zes kogels voor Cyprian
- 10 mei: De omstreden vrienden van Donald Trump II: King of Diamonds
- 3 mei: De omstreden vrienden van Donald Trump: De Russen
- 26 april: Wegwerpkinderen
- 12 april: Trumps mars naar het Witte Huis/Bloedhandel
- 5 april: De stemming in Ter Apel
- 29 maart: Brussel: een dag als geen ander
- 22 maart: Forest as fuel
- 7 maart: De stem van het volk
- 1 maart: Beter worden van ziek zijn
- 22 februari: Misbruik in de kerk
- 15 februari: Gevaarlijk spel - het vervolg
- 8 februari: Nederland Belastingparadijs, de politiek
- 1 februari: Prutsen en pielen zonder pottenkijkers
- 25 januari: Geheimen van de chemische industrie
- 11 januari: Vergeten kinderen

### Seizoen 22: 2018
- 14 december: Transgender met spijt
- 11 december: De jacht op legionella
- 30 november: Bankieren in Moskou
- 21 november: Nieuwbouwwijk als stortplaats
- 8 november: Het prijskaartje van katoen
- 25 oktober: De nepnieuwsfabriek
- 19 oktober: Gouden bergen
- 17 oktober: Dromen van een begraafplaats
- 4 oktober: Aangespoeld in het Koninkrijk der Nederlanden
- 3 oktober: Kinderen met kanker: niet welkom
- 21 september: In koelen bloede
- 18 september: Undercover bij Facebook
- 11 september: De kunstgrasberg
- 30 augustus: De jacht op de kangoeroe
- 12 juni: Wereldkampioenschappen spionage
- 1 juni: De kilosjouwers van PostNL
- 30 mei: Love me Tinder
- 18 mei: Brandgevaar
- 15 mei: Calamiteit C2000
- 3 mei: Geld en gif uit Moskou
- 26 april: Werken met Weinstein
- 24 april: Ondernemer in onderwijs
- 16 april: De bittere pil
- 10 april: De prijs van een goedkope medicijn
- 30 maart: De afbraak van de sociale werkplaats
- 28 maart: Adoptiebedrog 3
- 21 maart: De praktijk van de achterstandsdokter
- 9 maart: Code stilzwijgen in de katholieke kerk
- 2 maart: Jacht op de MH17 daders
- 27 februari: Zakendoen met Justitie
- 21 februari: Renovatiewoede
- 7 februari: Verkracht door de vredessoldaat
- 17 januari: Recept voor moord?

### Seizoen 23: 2019
- 13 december: De kunst van de Koning
- 5 december: Ramp in het regenwoud - deel 2
- 4 december: Ramp in het regenwoud - deel 1
- 18 november: Oude bomen moet je niet verplanten - deel 2
- 14 november: Doelwit Volkel
- 8 november: Doelwit Volkel
- 31 oktober: Officieren van Justitie in de fout
- 21 oktober: De ramp op het wad - deel 2
- 14 oktober: Het gouden kalf
- 11 oktober: Gegijzeld door anorexia
- 4 oktober: De ramp op het wad - deel 1
- 23 september: Gokken met bagger
- 16 september: Parkinson op het platteland
- 9 september: Het gifschip van SBM
- 22 mei: De hitteslachtoffers van Defensie
- 15 mei: Slachtoffer van het Wereld Natuur Fonds
- 8 mei: Ziek van geiten
- 19 april: Bollengif in babyluier
- 16 april: Chaos bij het CBR
- 5 april: Misbruik op weg naar het Paradijs
- 27 maart: Verstijfd van angst
- 13 maart: De witwasbankiers van ING
- 22 februari: De dood van een hardloopster
- 21 februari: Oude bomen moet je niet verplanten
- 14 februari: Medicijnmacht China

### Seizoen 24: 2020
- 12 juli: De uitgeputte bodem 1: Het kippenexperiment
- 7 december: De hel van Shell
- 27 november: Adoptiebedrog - deel 4
- 16 november: Bijten als beloning
- 9 november: Haagse bijbaantjes
- 30 oktober: School in crisistijd
- 9 oktober: De klimaatontkenners
- 2 oktober: Brexit, de lont in het Noord-Ierse kruitvat
- 21 september: De afvaldump door Rijkswaterstaat - deel 2
- 14 september: Zorgen voor Indy
- 4 september: Vervuilde medicijnen
- 22 mei: Ziekenhuis in crisistijd
- 14 mei: Koninklijke constructies
- 4 mei: De vergeten oorlog
- 16 april: Baudet en het Kremlin
- 10 april: Kijk terug: Huisarts in crisistijd
- 3 april: Cordon rond corona
- 30 maart: Medicijnmacht China tijdens de coronacrisis
- 9 maart: De macht van Monsanto
- 2 maart: Gaza: de rechtszaak
- 17 februari: De fatale fouten van Boeing
- 7 februari: Geen plek voor ouderen
- 30 januari: De afvaldump door Rijkswaterstaat

### Seizoen 25: 2021
- 9 december: Ziek van Schiphol
- 2 december: Watersnood
- 25 november: Bord vol ontbossing
- 11 of 18 november: De belangenpandemie
- 4 november: Morgan, de verloren orca - deel 2
- 28 oktober: Morgan, de verloren orca - deel 1
- 21 oktober: Muziekschool in mineur
- 7 oktober: Gehackt en gegijzeld
- 30 september: De uitgeputte bodem 4: Supermarktmacht
- 16 september: De schaduwkant van Tinder
- 9 september: Netwerk van haat
- 2 september: De fast-fashionfuik
- 20 mei: Oud, maar geen dor hout
- 13 mei: Geen chemo voor Felix
- 6 mei: Brandende belangen
- 22 april: Het beloofde bos
- 15 april: Stoppen met de pillen
- 8 april: Het stofspoor
- 25 maart: De uitgeputte bodem 3: Het grote geld
- 18 maart: Rechtse revolutie
- 11 maart: Bijten als beloning - deel 2
- 25 februari: Azen op de erfenis
- 18 februari: De strijd over asfalt
- 11 februari: Zembla - Koninklijke constructies: update
- 28 januari: De uitgeputte bodem 2: Het excuus van de boerenleenbank

### Seizoen 26: 2022
- 13 december: De plastic zeepbel
- 5 december: Windmolenlawaai
- 28 november: Instagram: de ongefilterde waarheid
- 14 november: Bondgenoot in oorlogstijd
- 7 november: Dreigende drones
- 27 november: Niet in mijn achtertuin
- 29 september: Stank en strijd - deel 3
- 12 september: De lange arm van Rwanda
- 1 september: Het PFAS-schandaal
- 9 mei: Dictatuur geen bezwaar
- 28 april: Stank en strijd - deel 2
- 22 april: Stank en strijd - deel 1
- 11 april: Het lot van Oekraïne
- 4 april: Missie Afghanistan deel 2: De hel van Kabul
- 25 maart: Missie Afghanistan deel 2: Oorlog in Uruzgan
- 14 maart: In koelen bloede, 40 jaar straffeloosheid
- 7 maart: Kremlin in de Kamer
- 28 februari: Planeet zonder apen
- 14 februari: Bedreigd: Nederlands koraal
- 4 februari: De tijd van je leven
- 27 januari: Oprotten uit Giethoorn

### Seizoen 27: 2023
- 24 oktober: Het transgenderprotocol
- 9 oktober: Omerta boven de wolken
- 25 september: Bollengif in Boterveen
- 11 september: De indoctrinatie van Rusland
- 28 augustus: Online hufters (later offline gehaald[1])
- 8 juni: De PFAS-doofpot
- 8 mei: Helden in de bijstand
- 21 april: Het lichaam in het bos
- 11 april: Sleutelen aan zaad
- 24 maart: De onhoudbare vogelgriep
- 10 maart: Sluiproute Iran
- 24 februari: Wagner, Poetins schaduwleger
- 13 februari: Het huisartseninfarct

### Seizoen 28: 2024
- 26 mei: De ATM-route
- 11 april: Glyfosaat, de goedkeuring van gif
- 7 maart: De pekingeenden van Gelderland
- 8 februari: Opgebrand
- 11 januari: Arbeid op bestelling